# Bistum Springfield in Illinois
Das Bistum Springfield in Illinois (lat.: Dioecesis Campifontis in Illinois, engl.: Diocese of Springfield in Illinois) ist eine in den Vereinigten Staaten gelegene römisch-katholische Diözese mit Sitz in Springfield, Illinois.

## Geschichte
Das Bistum Springfield in Illinois wurde am 29. Juli 1853 durch Papst Pius IX. aus Gebietsabtretungen des Bistums Chicago als Bistum Quincy errichtet. Das Bistum Quincy wurde am 9. Januar 1857 in Bistum Alton umbenannt. Am 7. Januar 1887 gab das Bistum Alton Teile seines Territoriums zur Gründung des Bistums Belleville ab. Das Bistum Alton wurde am 26. Oktober 1923 in Bistum Springfield in Illinois umbenannt.
Das Bistum Springfield in Illinois ist dem Erzbistum Chicago als Suffraganbistum unterstellt.

## Territorium
Das Bistum Springfield in Illinois umfasst die im Bundesstaat Illinois gelegenen Gebiete Adams County, Bond County, Brown County, Calhoun County, Cass County, Christian County, Clark County, Coles County, Crawford County, Cumberland County, Douglas County, Edgar County, Effingham County, Fayette County, Greene County, Jasper County, Jersey County, Macon County, Macoupin County, Madison County, Menard County, Montgomery County, Morgan County, Moultrie County, Pike County, Sangamon County, Scott County und Shelby County.

## Ordinarien

### Bischöfe von Alton
- Henry Damian Juncker, 1857–1868
- Peter Joseph Baltes, 1869–1886
- James Ryan, 1888–1923

### Bischöfe von Springfield in Illinois
- James Aloysius Griffin, 1923–1948
- William Aloysius O’Connor, 1948–1975
- Joseph Alphonse McNicholas, 1975–1983
- Daniel Leo Ryan, 1984–1999
- George Joseph Lucas, 1999–2009, dann Erzbischof von Omaha
- Thomas John Joseph Paprocki, seit 2010

## Weblinks

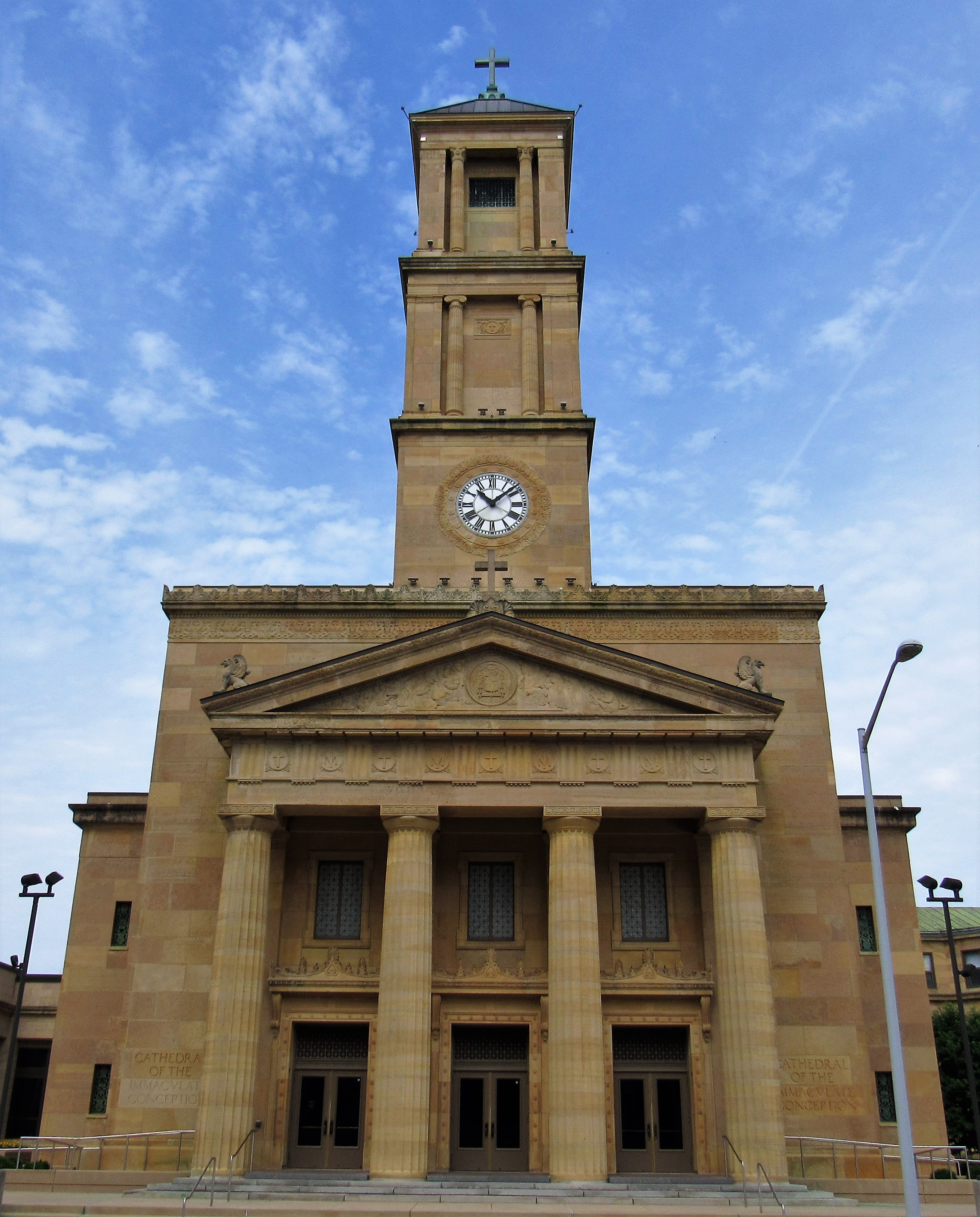
Kathedrale: Immaculate Conception in Springfield